# Merlin Plage-Shimano-Flandria
Merlin Plage-Shimano-Flandria war ein französisches Radsportteam, das nur 1974 bestand.

## Geschichte
Das Team wurde 1974 von Jacques Cadiou gegründet. 1974 konnte das Team neben den Siegen zweite Plätze bei der Tour d’Indre-et-Loire und der Mittelmeer-Rundfahrt, dritte Plätze bei der Tour de l’Oise, dem Etoile des Espoirs, beim Grote Prijs Stad Vilvoorde und bei Kuurne–Brüssel–Kuurne sowie Platz 4 bei Paris–Brüssel. Ende der Saison 1974 wurde das Team aufgelöst und verschmolz mit dem Team Flandria-Carpenter-Confortluxe.
Namenssponsor war ein imaginärer französischer Wohn- und Tourismusort im Département Vendée, welchen der Immobilienentwickler Guy Merlin nutzte um für sein Immobilienprojekte am Strand (frz. Plage) zu werben. Das Team verwendete die gleichen Fahrräder wie das Team Flandria-Carpenter-Confortluxe, jedoch setzte es Shimano-Komponenten und nicht Campagnolo-Komponenten ein.

## Erfolge
1974
- eine Etappe Tour de France
- Bordeaux–Paris
- Le Samyn
- Grote Prijs Stad Zottegem
- Sint-Elooisprijs
- GP Lucien Van Impe
- Wingene Koerse
- eine Etappe Paris-Nizza
- eine Etappe Étoile des Espoirs

## Wichtige Platzierungen
| Grand Tour         | 1974 |
| ------------------ | ---- |
| Tour de FranceTour | 31   |

| Monument                 | 1974 |
| ------------------------ | ---- |
| Mailand–Sanremo          | 26   |
| Flandern-Rundfahrt       | –    |
| Paris–Roubaix            | 6    |
| Lüttich–Bastogne–Lüttich | 17   |
| Lombardei-Rundfahrt      | 14   |

## Bekannte ehemalige Fahrer
- Cyrille Guimard (1974)
- Régis Delépine (1974)
- André Dierickx (1974)